# Jens-Uwe Niehoff
Jens-Uwe Niehoff (* 31. Januar 1947 in Perleberg) ist ein deutscher Sozialmediziner, Epidemiologe, Medizinsoziologe, Hochschullehrer und Publizist.

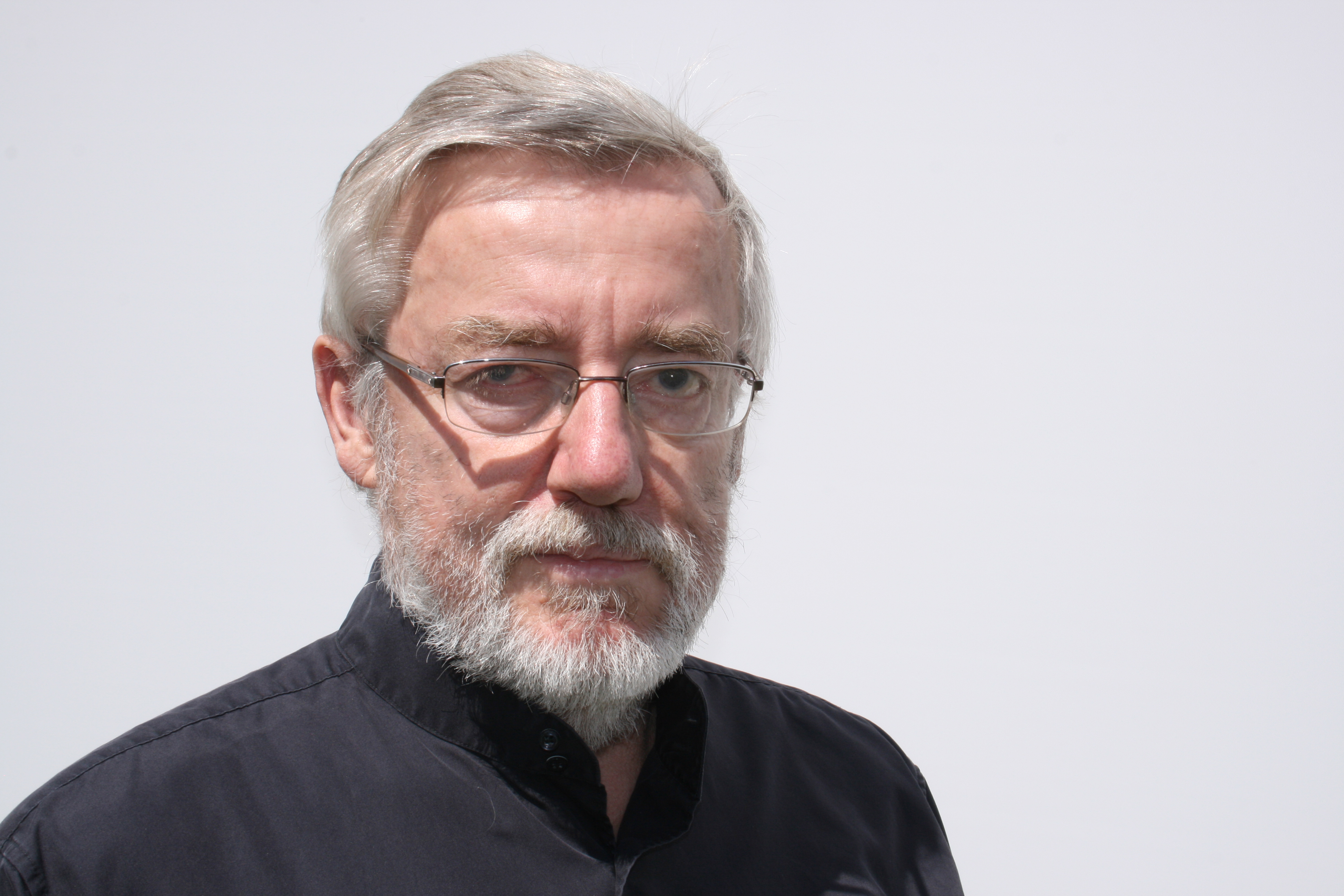
Jens-Uwe Niehoff

## Leben
Niehoff studierte von 1966 bis 1972 Humanmedizin an der Humboldt-Universität zu Berlin. Nachfolgend bildete er sich in medizinischer Demografie, Medizinsoziologie, epidemiologischer Methodik der Versorgungsforschung und in der Gesundheitssystemanalytik fort. Er erwarb 1977 den Facharzt für Sozialhygiene und wurde im gleichen Jahr mit einem Thema zu medizinsoziologischen Methoden der Versorgungsforschung zum Dr. med. promoviert. 1983 habilitierte er sich mit einer Arbeit zur Theorie der epidemiologischen Transition.
1989 wurde er an der Charité zum Hochschulprofessor für Sozialhygiene berufen. Er ist der letzte Lehrstuhlinhaber für das Fach Sozialhygiene in Deutschland. 1991 wurde er zum Direktor des Instituts für Sozialhygiene bestellt. Auf seinen Antrag erfolgte zeitgleich die Umbenennung der Forschungsstätte in „Institut für Sozialmedizin und Epidemiologie“.
1992 arbeitete er als Gutachter für die Kommission der Europäischen Gemeinschaften in Brüssel. Zum Ende des Jahres 1994 verließ Niehoff die Charité und forschte und lehrte als Gastwissenschaftler u. a. an der University of California, Los Angeles, dem Centre for Health Administration Studies der University of Chicago und dem Department for Public Health der University of Connecticut (Hartford).
Von 1996 bis 2012 unterrichtete er das Fachgebiet Sozialmedizin an der Hochschule für Wirtschaft und Recht Berlin. Seit 1991 ist Niehoff fachlicher Leiter der Weiterbildung zur Erlangung der Zusatzbezeichnung Sozialmedizin zunächst im Auftrag der Landesärztekammer Brandenburg, dann zeitweise auch in Mecklenburg-Vorpommern und in Sachsen. 2008 war er Mitbegründer der gemeinnützigen SalusCon Akademie für Fort- und Weiterbildung im Gesundheitswesen. 2011 bis 2017 war er Gastprofessor an mehreren chinesischen Universitäten.

## Forschungsgebiete
1977 übertrug ihm die Medizinische Fakultät die redaktionelle Aufgabe der Vorbereitung einer Gesamtentwicklungskonzeption der Charité für die Aufgaben in der medizinischen Versorgung, der Forschung und der Lehre. Zu seinen Forschungsschwerpunkten gehörten empirische Feldstudien zu medizinischen Versorgungsprofilen von Fachärzten für Allgemeinmedizin, die Modellierung epidemiologischer Transitionsprozesse, empirische Studien zur sozialbedingten Modifikation der Ontogenese und der Lebensdauer sowie Studien zu prioritären sozialen Präventionsbedarfen in der DDR. Weitere Schwerpunkte sind global vergleichende Gesundheitssystemanalysen, Konzeptstudien zur Verhältnisprävention sowie zum akutmedizinischen Versorgungs- und zum Krankheitsfolgenmanagement.

## Veröffentlichungen (Auswahl)
- Bemerkungen zur ätiopathogenetischen Relevanz der prä- und frühpostnatalen Ernährung. Kritik der Studien von Prof. Dr. G. Dörner, Teil 1–3, Berlin, 1980, Expertise vorgelegt der Medizinischen Fakultät der Humboldt-Universität Berlin und dort im Archivbestand.
- mit F. Schneider: Risikofaktoren und Dilemmata ihrer Bewertung. In: D. Borgers, M. Berger (Hrsg.): Cholesterin – Risiko für Prävention und Gesundheitspolitik. Blackwell-Verlag, Berlin 1995, ISBN 3-89412-212-9, S. 76–84.
- mit D. Borgers: Die Weltgesundheitslage. In: Weltprobleme, Globale Herausforderungen an der Schwelle zum 21. Jahrhundert. Schriftenreihe der Bayerischen Landeszentrale für politische Bildung, 1995.
- Gesundheitssicherung – Gesundheitsversorgung – Gesundheitsmanagement. Grundlagen, Ziele, Aufgabe, Perspektiven. Medizinisch Wissenschaftliche Verlagsgesellschaft, Berlin 2008, ISBN 978-3-939069-48-5.
- mit Waleed Abdul Wahab Al Ansari und M.-E. Niehoff.: Healthcare Management goes global. 1. Auflage. Saluscon-Akademie Verlag, Berlin 2017, ISBN 978-3-9819813-0-8.
- mit W. Hoffmann und M.-E. Niehoff: Kompendium der Sozialmedizin. Band 1–10, 1. Auflage. SalusCon Akademie Verlag. Berlin 2018–2019:
  - Heft 1: Eine Übersicht. ISBN 978-3-948267-12-4.
  - Heft 2: Demografische Grundlagen der Sozialmedizin. ISBN 978-3-9819813-8-4.
  - Heft 3: Epidemiologische Grundlagen der Sozialmedizin. ISBN 978-3-948267-00-1.
  - Heft 4: Grundzüge einer Allgemeinen Sozialmedizin. ISBN 978-3-948267-02-5.
  - Heft 5: Sozialmedizin und Gesundheitsökonomie. ISBN 978-3-948267-08-7.
  - Heft 6: Spezielle Sozialmedizin. ISBN 978-3-9819813-2-2.
  - Heft 7: Sozialmedizin und Versorgungsforschung. ISBN 978-3-9819813-4-6.
  - Heft 8: Soziale Prävention. ISBN 978-3-948267-04-9.
  - Heft 9: Krankenversorgung: Konzepte und Entwicklungen. ISBN 978-3-948267-06-3.
  - Heft 10: Perspektiven der Sozialmedizin. ISBN 978-3-948267-10-0

## Herausgeberschaften (Auswahl)
- mit Th. Elkeles, R. Rosenbrock und F. Schneider (Hrsg.): Prävention und Prophylaxe. Sigma-Verlag, Berlin 1991, ISBN 3-89404-105-6.
- mit B. Braun: Sozialmedizin und Public Health: ein Wörterbuch zu den Grundlagen der Gesundheitssicherung, der Gesundheitsversorgung, des Gesundheitsmanagement, der Steuerung und der Regulation im Gesundheitswesen. 2. Auflage. Nomos Verlag, Baden-Baden 2010, ISBN 978-3-8329-4025-6.
- Sozialmedizin systematisch. 3. Auflage. UNI-Med Verlag Bremen, London/Boston 2011, ISBN 978-3-8374-1283-3.
- mit Liang Zhang und J. Breinlinger: Healthcare Management: The global Perspektive. China, 2015, ISBN 978-7-03-042201-9. (chinesisch, englisch)
- mit W. Hoffmann und M.-E. Niehoff: Kompendium der Sozialmedizin. Band 1–10, 1. Aufl., Saluscon-Akademie Verlag, Berlin 2018/2019.